# Жиберт
Жиберт (рум. Jibert) — село у повіті Брашов в Румунії. Адміністративний центр комуни Жиберт.
Село розташоване на відстані 191 км на північний захід від Бухареста, 57 км на північний захід від Брашова, 141 км на південний схід від Клуж-Напоки.

## Населення
За даними перепису населення 2002 року у селі проживали 736 осіб.
Національний склад населення села:
| Національність | Кількість осіб | Відсоток |
| -------------- | -------------- | -------- |
| румуни         | 418            | 56,8%    |
| цигани         | 262            | 35,6%    |
| німці          | 49             | 6,7%     |
| угорці         | 7              | 1,0%     |

Рідною мовою назвали:
| Мова      | Кількість осіб | Відсоток |
| --------- | -------------- | -------- |
| румунська | 667            | 90,6%    |
| німецька  | 48             | 6,5%     |
| циганська | 14             | 1,9%     |
| угорська  | 7              | 1,0%     |